# Cia (ave)

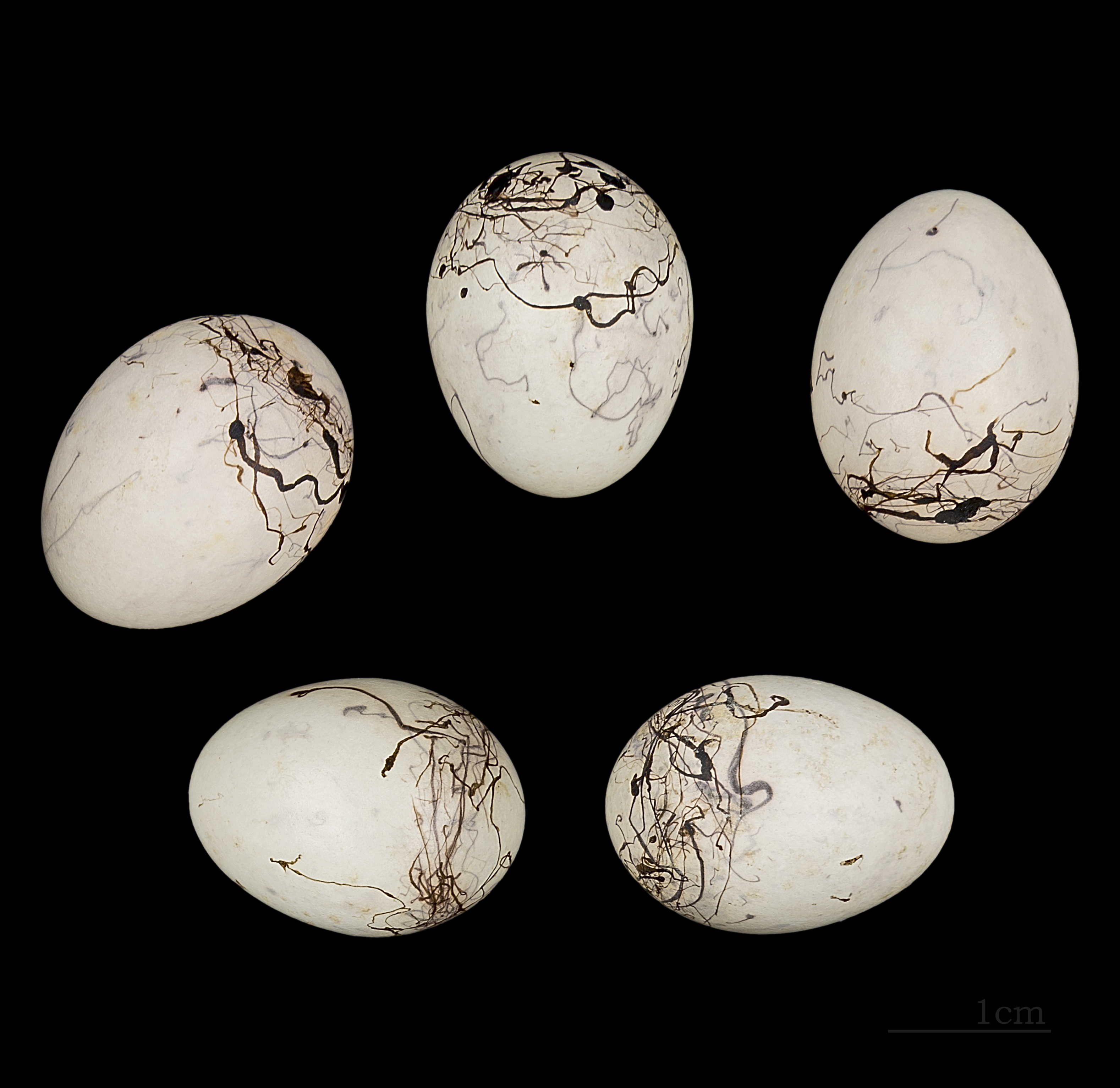
Emberiza cia - MHNT

Cia, cia-ocidental ou escrevedeira-de-garganta-cinzenta (Emberiza cia) é uma pequena ave da família Emberizidae.
Tem cerca de 14–15 cm de comprimento e caracteriza-se pela cabeça cinzenta com riscas pretas e pelo ventre cor-de-fogo.
Distribui-se pelas zonas montanhosas do centro e do sul da Europa. Em Portugal é razoavelmente comum, principalmente no interior norte e centro. É uma espécie residente.